# Entella Foot-Ball Club 1927-1928
Questa voce raccoglie le informazioni riguardanti l'Entella Foot-Ball Club nelle competizioni ufficiali della stagione 1927-1928.

## Divise
| Prima divisa |

## Organigramma societario
Area direttiva
- Presidente: dottor notaio Francesco Leonardi
- Vice-Presidente: Erasmo Bacigalupi
- Consiglieri: Gino Cavicchioni, Cornelio Piaggio, ing. Ruggero Franzoia e Antonio Brizzolara.

Area organizzativa
- Segretario: rag. Colombo Sanguineti

## Rosa
| N. |                   | Ruolo | Calciatore             |
| -- | ----------------- | ----- | ---------------------- |
|    | Italia (bandiera) | C     | Antonio Bertucci (II)  |
|    | Italia (bandiera) | A     | Brunetto Biancalani    |
|    | Italia (bandiera) | A     | Carlo Brignardello     |
|    | Italia (bandiera) | C     | Matteo Buggi           |
|    | Italia (bandiera) | A     | Giacomo Campodonico    |
|    | Italia (bandiera) | A     | Antonio Castagnino     |
|    | Italia (bandiera) |       | Cattaneo               |
|    | Italia (bandiera) | A     | Luigi De Ferrari       |
|    | Italia (bandiera) | D     | Giovanni Delucchi (II) |
|    | Italia (bandiera) | D     | Pietro Duvia           |
|    | Italia (bandiera) | A     | Bettino Gatti          |
|    | Italia (bandiera) | C     | Giovanni Ghio          |

| N. |                   | Ruolo | Calciatore            |
| -- | ----------------- | ----- | --------------------- |
|    | Italia (bandiera) | D     | Enrico Iula           |
|    | Italia (bandiera) | C     | Giuseppe Marchisotti  |
|    | Italia (bandiera) | P     | Carlo Masnata         |
|    | Italia (bandiera) | C     | Lorenzo Nani          |
|    | Italia (bandiera) | A     | Giovanni Orsolon      |
|    | Italia (bandiera) | A     | Pasquale Ottone       |
|    | Italia (bandiera) | A     | Angelo Risso          |
|    | Italia (bandiera) | P     | Egisto Rossi          |
|    | Italia (bandiera) | D     | Mario Sanguineti (II) |
|    | Italia (bandiera) | P     | Oscar Toso            |
|    | Italia (bandiera) | C     | Agostino Viganò       |